# A-8033

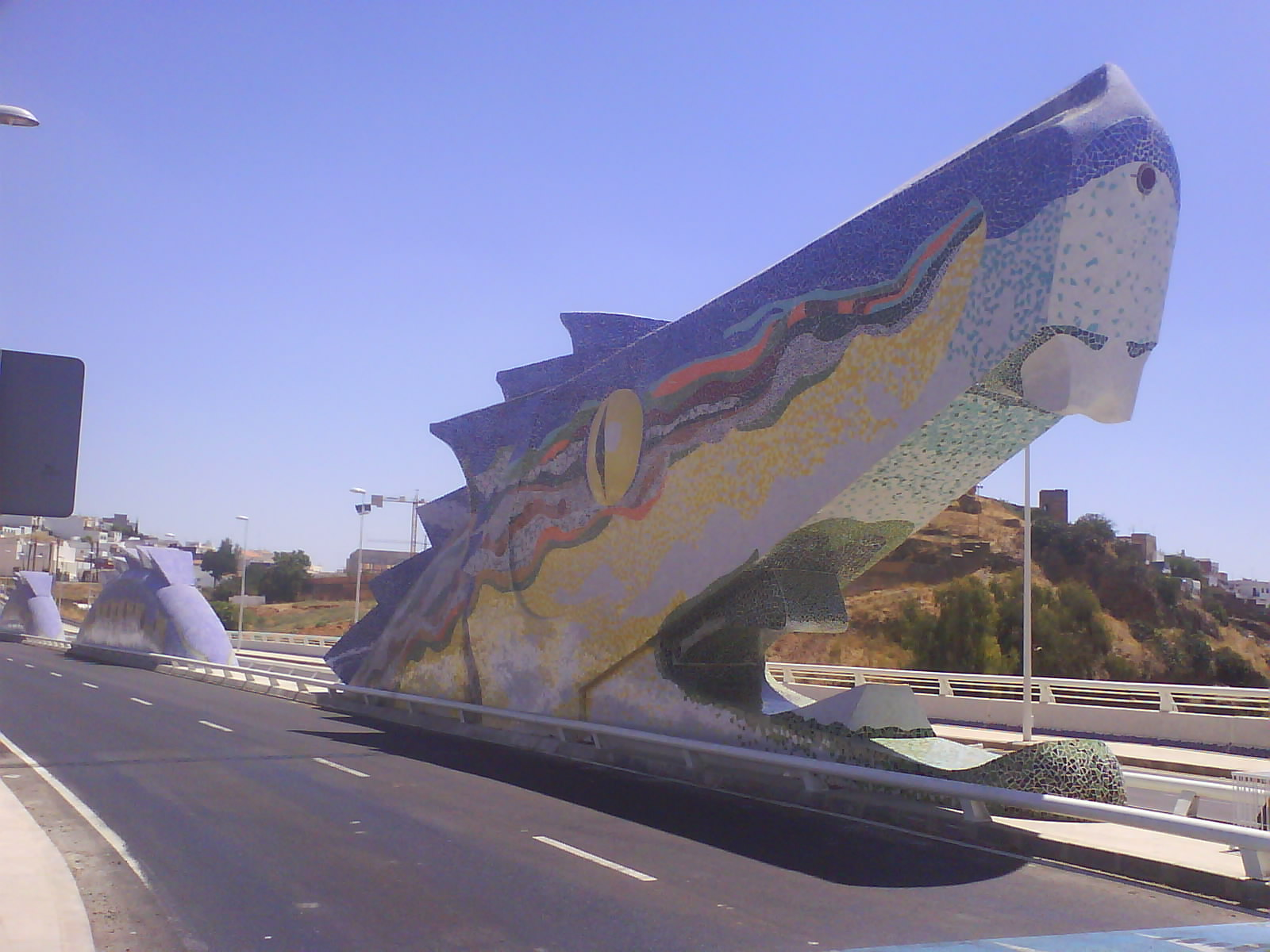
Puente del Dragón

La A-8033 es una carretera de la Red Complementaria Metropolitana Sevilla de la Junta de Andalucía, que une la A-392 con Alcalá de Guadaíra y la A-92. La carretera es una vía de doble calzada con rotondas. Se construyó para eliminar la travesía de Alcalá en caso de que se viniese por la A-92. Al inicio cruza el río Guadaíra por el Puente del Dragón cuya estructura está basada en un dragón, de ahí su nombre.

## Tramos
| Denominación | Tramo                                           | Año servicio | km  |
| ------------ | ----------------------------------------------- | ------------ | --- |
| A-8033       | Glorieta de al lado de Puente del Dragón- A-392 | 2007         | 2,9 |

## Recorrido
| Velocidad | Esquema | Salida | Sentido Alcalá (descendente)                                              | Sentido A-392 (ascendente)                           | Carretera | Notas |
| --------- | ------- | ------ | ------------------------------------------------------------------------- | ---------------------------------------------------- | --------- | ----- |
|           |         |        | Alcalá de Guadaíra Dos Hermanas A-376 Sevilla-Utrera                      | Alcalá de Guadaíra Dos Hermanas A-376 Sevilla-Utrera | A-392     |       |
|           |         |        | Vía de Servicio                                                           | Vía de Servicio                                      |           |       |
|           |         |        | Vía de Servicio                                                           | Vía de Servicio                                      |           |       |
|           |         |        | río Guadaíra                                                              | río Guadaíra                                         |           |       |
|           |         |        | Alcalá de Guadaíra (centro)                                               | Alcalá de Guadaíra (centro)                          |           |       |
|           |         |        | Alcalá de Guadaíra Polígono Industrial Cabeza Hermosa A-92 Sevilla-Málaga | A-392 Dos Hermanas Sevilla-Utrera                    | A-8033    |       |